# Patan (Baitadi)
Patan (Nepali पाटन) ist eine Stadt (Munizipalität) im äußersten Westen Nepals im Distrikt Baitadi.
Die Stadt entstand am 2. Dezember 2014 durch Zusammenlegung der Village Development Committees Basantapur, Bhumeswar, Gujar, Patan, Sakar und Silanga. 
Das Stadtgebiet umfasst 119,6 km².
Patan liegt auf einer Höhe von 1300 m im Vorderen Himalaya oberhalb des Flusstals des Sarnaya Khola.
Die Fernstraße Mahakali Rajmarg von Amargadhi nach Dasharathchand führt durch Patan. In Patan liegt der Flugplatz Baitadi Airport.

## Einwohner
Bei der Volkszählung 2011 hatten die VDCs, aus welchen die Stadt Patan entstand, 19.911 Einwohner (davon 8996 männlich) in 3918 Haushalten. 
Somit lag zu diesem Zeitpunkt die Bevölkerungsdichte bei 166 Einwohnern pro Quadratkilometer.